# Rivanazzano
Rivanazzano é uma comuna italiana da região da Lombardia, província de Pavia, com cerca de 4.430 habitantes. Estende-se por uma área de 29 km², tendo uma densidade populacional de 153 hab/km². Faz fronteira com Casalnoceto (AL), Godiasco, Pontecurone (AL), Retorbido, Rocca Susella, Voghera.

## Demografia
| Variação demográfica do município entre 1861 e 2011                               |
|                                                                                   |
| Fonte: Istituto Nazionale di Statistica (ISTAT) - Elaboração gráfica da Wikipedia |